# Steve Vickers
Steve Vickers é o autor do firmware da ROM original do computador doméstico ZX Spectrum da Sinclair. Ele também é professor na Universidade de Birmingham, no Reino Unido.